# Paper Ton
El paper Ton és un tipus de paper estucat i reticulat per a dibuixar originals destinats al fotogravat en els anys inicials d'aquesta tècnica de reproducció gràfica. El dibuixant feia els traços en tinta xinesa damunt d'aquest paper i eliminava amb rascador la retícula sobrera modulant així la representació de llums i ombres, i creant la il·lusió de mitges tintes. S'obtenien d'aquesta manera uns originals amb aparença difuminada capaços de ser reproduïts per aquella mena de fotogravat encara incipient.
Els dibuixos en paper Ton i la seva reproducció en llibres, revistes i altres impresos es limita als anys vuitanta i noranta del segle xix, ja que el perfeccionament de les tècniques de reproducció fotomecànica el deixaren aviat inusitat, però constitueix un sistema molt característic i peculiar de dibuixar al que es varen haver d'adaptar diversos artistes, alguns dels quals de primer ordre. Un bon exemple n'és el dibuix de Darío de Regoyos Víctimas de la fiesta, de l'any 1894.
El seu nom és una denominació comercial que al món hispànic imposà la casa Thomàs de Barcelona però, com s'ha esdevingut en altres ocasions, la marca acabà passant al llenguatge comú.